# 3-Stunden-Rennen von Zhuhai 2013

Zhuhai International Circuit

Das 3-Stunden-Rennen von Zhuhai 2013, auch 3 Hours of Zhuhai, Zhuhai International Circuit, fand am 13. Oktober auf dem Zhuhai International Circuit statt und war der dritte Wertungslauf der Asian Le Mans Series dieses Jahres.

## Das Rennen
Nachdem beim 3-Stunden-Rennen von Fuji durch das Auffüllen des Starterfeldes mit Wagen aus der Super GT immerhin 20 Teams am Start waren, gab es in Zhuhai nur acht Teilnehmer. Alle acht Fahrzeuge erreichten die Zielflagge. Das Rennen gewannen Ho-Pin Tung, David Cheng und Shaun Thong im Morgan LMP2.

## Ergebnisse

### Schlussklassement
| Pos. | Klasse | Nr. | Team               | Fahrer                                         | Fahrzeug                     | Runden |
| ---- | ------ | --- | ------------------ | ---------------------------------------------- | ---------------------------- | ------ |
| 1    | LMP2   | 24  | OAK Racing Total   | Ho-Pin Tung David Cheng Shaun Thong            | Morgan LMP2                  | 114    |
| 2    | LMP2   | 18  | KCMG               | Gary Thompson Jordan Oon James Winslow         | Oreca 03                     | 114    |
| 3    | GTC    | 77  | AF Corse           | Steve Wyatt Michele Rugolo Andrea Bertolini    | Ferrari 458 Italia GT3       | 110    |
| 4    | GTE    | 70  | Taisan Ken Endless | Akira Iida Naoki Yokomizo Shogo Mitsuyama      | Ferrari 458 Italia GTE       | 108    |
| 5    | GTC    | 91  | AAI-Rstrada        | Takeshi Tsuchiya Jun-San Chen Tatsuya Tanigawa | McLaren MP4-12C GT3          | 107    |
| 6    | GTC    | 007 | Craft Racing       | Frank Yu Darryl O’Young Keita Sawa             | Aston Martin V12 Vantage GT3 | 107    |
| 7    | GTC    | 37  | BBT                | Anthony Liu Davide Rizzo Massimilliano Wiser   | Lamborghini Gallardo GT3     | 107    |
| 8    | GTC    | 92  | AAI-Rstrada        | Yasushi Kikuchi Morris Chen Marco Seefried     | McLaren MP4-12C GT3          | 106    |

### Nur in der Meldeliste
Zu diesem Rennen sind keine weiteren Meldungen bekannt.

### Klassensieger
| Klasse | Fahrer      | Fahrer         | Fahrer           | Fahrzeug               | Platzierung im Gesamtklassement |
| ------ | ----------- | -------------- | ---------------- | ---------------------- | ------------------------------- |
| LMP2   | Ho-Pin Tung | David Cheng    | Shaun Thong      | Morgan LMP2            | Gesamtsieg                      |
| GTE    | Akira Iida  | Naoki Yokomizo | Shogo Mitsuyama  | Ferrari 458 Italia GTE | Rang 4                          |
| GTC    | Steve Wyatt | Michele Rugolo | Andrea Bertolini | Ferrari 458 Italia GT3 | Rang 3                          |

### Renndaten
- Gemeldet: 8
- Gestartet: 8
- Gewertet: 8
- Rennklassen: 3
- Zuschauer: unbekannt
- Wetter am Renntag: unbekannt
- Streckenlänge: 4,320 km
- Fahrzeit des Siegerteams: 3:00:12,701 Stunden
- Gesamtrunden des Siegerteams: 114
- Gesamtdistanz des Siegerteams: 492,480 km
- Siegerschnitt: unbekannt
- Pole Position: Ho-Pin Tung – Morgan LMP2 (#24) – 1:30,598
- Schnellste Rennrunde: Gary Thompson – Morgan LMP2 (#24) – 1:30,807 = 170,471 km/h
- Rennserie: 3. Lauf der Asian Le Mans Series 2013